# قرية يحي (صعفان)

تعديل مصدري - تعديل

قرية يحي هي إحدى قرى عزلة مدول بمديرية صعفان التابعة لمحافظة صنعاء، بلغ تعداد سكانها 152 نسمة حسب تعداد اليمن لعام 2004.